# ランドパワー
ランド・パワー（英: Land power）は、国家が保有する陸地を利用する潜在的、顕在的な能力の総称である。伝統的な訳語は陸上権力（りくじょうけんりょく）。大陸勢力（たいりくせいりょく）とも言う。対義語はシーパワーである。

## 概要
ランドパワーとは国家が支配下に置く陸地を整備、活用する潜在的、顕在的な能力の総称である。ハルフォード・マッキンダーにより提唱された概念であり、地政学においてランドパワー超大国そのものを指す場合もある。陸地は古来より人間にとっての基本的生息地であり、その絶対的な重要性は普遍であると考えられている。故に戦争の最後の勝敗を決するのは陸上戦力と位置づけられる。地政学においては強大なランドパワーの保有国は強大なシーパワーの保有国と対決するものとして位置づけられている。
その構成要素としてはまず基幹的な要素は陸上戦力であり、かつここから派生した陸地とその陸地における住民・資源の支配権である。また陸地を開拓・開発能力、道路・鉄道・高速道路などの交通施設や自動車や電車などの交通手段を用いた陸上輸送能力、建築物や施設の建設能力が挙げられる。また陸地そのものの能力として、農業や牧畜などの食料生産能力、陸地に存在する工業材料やエネルギー資源の保有量などを包括する概念である。基本的に大陸の大部分を領有する国家はその量的な観点からランドパワーに優れた国家であり、島や半島を領有する国家は強大なランドパワーを求めることが出来ないと考えられる。

## 特性
ランドパワーは多様な能力を持っている。その特性には地形への影響とその陸地に居住する住民への支配がある。地形への影響とはすなわち陸上地形を改変することであり、都市や農場や交通網などの建築物の構築やその土地に存在する資源の収集などを具体的に指し示す。また住民への支配とはすなわち住民を法及び権力を以って組織化・統制・運用することである。敵のランドパワーを拒否する機能もこれに含まれる。政治・経済・戦争・社会・治安維持などは全て人間によって行われるものであり、従って住民の支配は大規模な国家を計画的に運営するために不可欠な手段である。
それから、ランドパワーでは国境を他国と共有することで、地理学的な観点からも戦争や紛争に発展しやすく、文化やアイデンティティ的な衝突も懸念されており、領土の拡大に路線が系統しやすい帝国主義に繋がる思想が育まれやすいという特徴がある。

## ランドパワー勢力
現在または歴史上の代表的なランドパワー国家や政権を挙げる。
- オスマン帝国
- オーストリア帝国
- スパルタ
- 中国：秦、漢、隋、唐、元、明、清、中華民国（1949年以前）、中華人民共和国
- 日本：鎌倉幕府、江戸幕府
- スウェーデン＝バルト帝国
- フランス：ブルボン朝、フランス第一帝政
- プロイセン王国→ドイツ帝国
- ペルシア帝国
- モンゴル帝国
- ムガル帝国
- ロシア帝国→ソビエト連邦→ロシア連邦